# Katarzyna Karpowicz

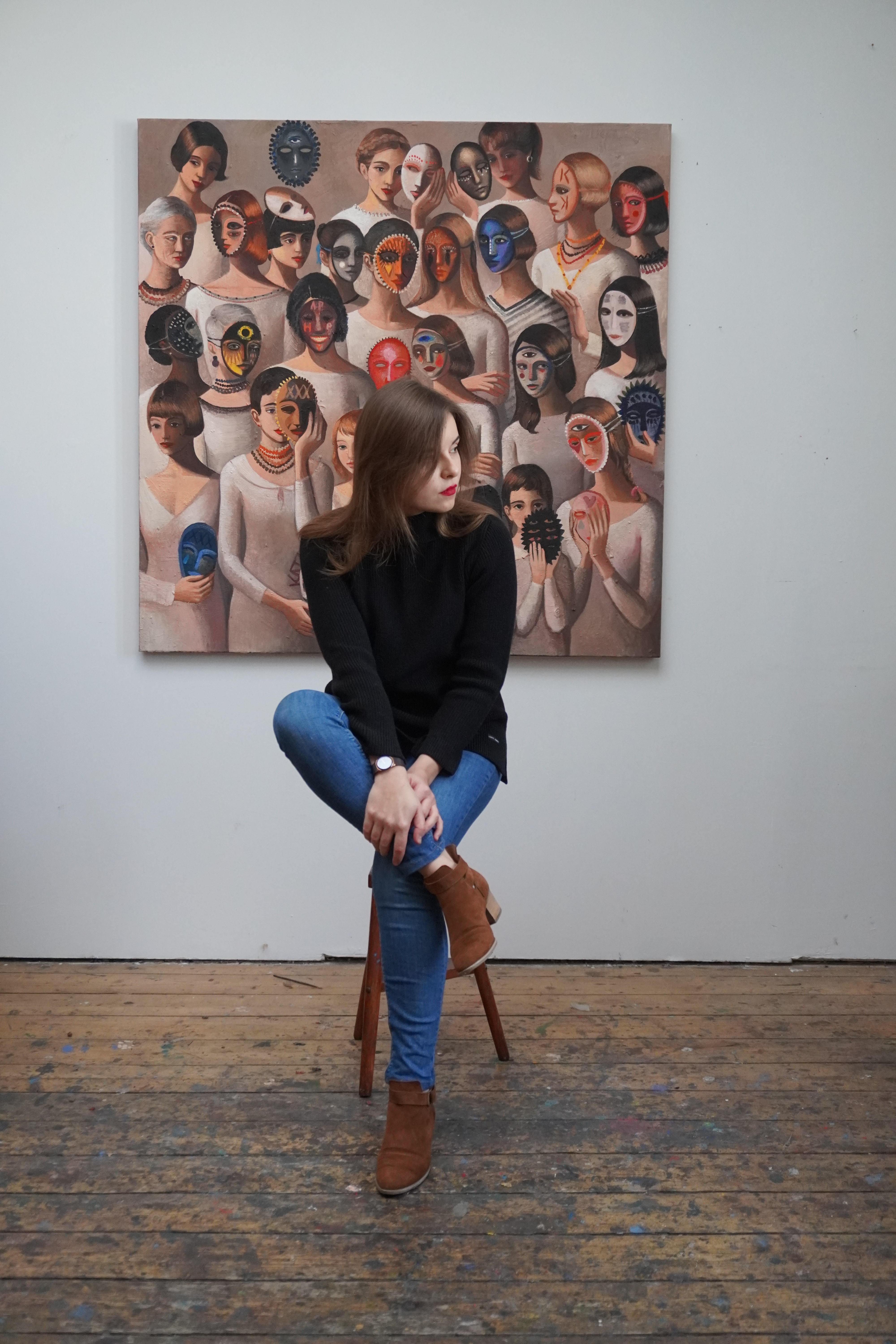
Die Künstlerin vor ihrem Gemälde “Czy jesteś szczęśliwa” (Bist Du glücklich?), 2020

Katarzyna Karpowicz (* 4. November 1985 in Kraków) ist eine polnische Malerin.

## Leben
Die Tochter des Kunstprofessors und Malers Sławomir Karpowicz und der Malerin Anna Karpowicz-Westner wurde in Kraków geboren. Ihre ältere Schwester, Joanna Karpowicz, ist ebenfalls Malerin. Die Schwestern wuchsen in dem Wohnatelier auf, in dem früher die Malerin Olga Boznańska gelebt und gewirkt hatte.
Karpowicz besuchte bis zum Abitur im Jahr 2005 ein staatliches Gymnasium für Bildende Künste in Krakau und begann anschließend ein Studium an der Fakultät für Malerei der dortigen Akademie der Schönen Künste unter den Professoren Grzegorz Bednarski und Leszek Misiak. Sie schloss ihr Studium 2010 mit Auszeichnung ab. Von 2013 bis 2015 lebte sie in Budapest, im Anschluss für ein Jahr im englischen Pangbourne. Seitdem wohnt sie wieder in Kraków.
In den Jahren von 2014 bis 2019 war Karpowicz durchgehend in den Top 10 des Kompasses Junger Kunst (Kompas Młodej Sztuki) vertreten und belegte 2017 und 2018 in diesem Ranking den zweiten Platz. Im Jahr 2019 erhielt sie ein Stipendium der Grazella Stiftung Anna Maria Siemieńska für herausragende junge Künstler. Weitere Auszeichnungen hatte sie bereits beim Malwettbewerb der Eibisch-Stiftung (Warschau, 2012), anlässlich eines Wettbewerbs des Klubs der Maler im Verband der Polnischen Bildenden Künstler (Kraków, 2011) sowie bei der Nationalen Józef-Czapski-Biennale “Pejzaż ludzki” (2005), bei dem Nationalen Kunstwettbewerb “Współczesna Europa, Ludzie i Miejsca” (Kattowitz, 2004) und für eine Werkreihe beim 10. Gesamtpolnischen Wettbewerb zur Landschaftsmalerei (Jeżów, 2004) erhalten.
Mehrfach wurde sie von Fach- und Publikumsmedien interviewt, so von der überregionalen Zeitung Rzeczpospolita, dem Radiosender RAM und der Fachzeitschrift Artysta i Sztuka.

## Werk
Karpowicz fertigt ihre Bilder in Öl auf Leinwand oder mit verschiedenen Maltechniken auf Papier.
Die polnische Kunstkritikerin Ewa Ogłoza schrieb 2020 anlässlich einer Ausstellung von Werken der Künstlerin, in denen die eine überstandene Operation thematisiert:

„Ich bin begeistert von den Bildern von Katarzyna Karpowicz, dem Lebens- und Kunstgefühl der Künstlerin – geprägt von Dankbarkeit, Freundlichkeit, Demut, Ernsthaftigkeit, Aufmerksamkeit und Zärtlichkeit gegenüber der Welt, den Menschen und der Kultur.... Karpowicz liebt Malerei, Literatur und Film; das ist für sie der Sinn des Lebens. Sie betrachtet und malt sich selbst, sucht Trost und Hoffnung in der Kunst, und indem sie sich selbst präsentiert, ihre eigenen Ängste, Hoffnungen und Träume projiziert, spendet sie anderen in ähnlichen Situationen Trost.“

Ihre Werke befinden sich in der Sammlung des Danziger Museums für Zeitgenössische Kunst, im Museum der Geschichte der polnischen Juden in Warschau sowie in privaten Sammlungen im In- und Ausland.

## Ausstellungen
Werke von Karpowicz wurden bislang (Stand 12/2024) auf 24 Einzelausstellungen (EA) und wenigstens genauso vielen Gemeinschaftsausstellungen (GA) gezeigt - vorwiegend in Polen, aber auch im Ausland: 
| - 2007 - „Landschaft als suggestive Vision von Licht und Raum“, Steyr, Österreich - 11/2014 - „Życie obrazu“, Szép Műhely Gallery, Budapest, Ungarn (EA) - 2015 - „Ćwiczenia“, Galeria Platan, Budapest, Ungarn (GA) - 2015 - „Abstraktion, Figuration, zeitgenössische Krakauer Malerei“, Galeria Mank, Szentendre, Ungarn (GA) | - 10/2015 - „Harold and Ernest“, Church of Bartholomew, Lower Basildon, Vereinigtes Königreich(EA) - 2016 - „Espacios, ciudades, arquitecturas, gente…“, Montsequi Galeria, Madrid, Spanien (GA) - 2018 - „XIV Aniversario“, Galeria de Arte Montsequi, Madrid, Spanien (GA) |